# 三井葉子
三井 葉子（みつい ようこ、1936年1月1日 - 2014年1月2日）は、日本の詩人。

## 経歴
大阪府生まれ。本名・山荘幸子。相愛女子短期大学卒。大阪文学学校にて小野十三郎に学ぶ。
1976年『浮舟』で第1回現代詩女流賞、1999年『草のような文字』で第14回詩歌文学館賞、2008年『花　句まじり詩集』で第1回小野市詩歌文学賞受賞。現代詩人会会員、檪詩舎主宰。
2014年1月2日午前0時36分、肝不全のため大阪府八尾市の病院で死去。78歳没。

## 著書
- 『清潔なみちゆき』ブラックパン社 1962
- 『白昼 詩集』竜詩社 1964
- 『沼 三井葉子詩集』創元社 1966
- 『いろ 三井葉子詩集』私家版、1967
- 『夢刺し』思潮社、1969
- 『たま 詩集』風社 1974
- 『浮舟 詩集』深夜叢書社 1976
- 『君や来し 三井葉子詩集』海風社 1981
- 『春の庭 三井葉子詩集』沖積舎 1983 現代女流自選詩集叢書
- 『三井葉子詩集』砂子屋書房 1983
- 『三井葉子詩集』日本現代詩文庫 倉橋健一編集 土曜美術社 1984
- 『日の記 詩集』冨岡書房 1986
- 『つづれ刺せ 三井葉子随筆集』編集工房ノア 1987
- 『畦の薺 三井葉子詩集』冨岡書房 1989
- 『風が吹いて 詩集』花神社 1990
- 『二輛電車が登ってくる』エディション・カイエ 1990
- 『ええやんか 大阪辯歳時記』ビレッジプレス 1992
- 『菜庭 詩集』花神社 1994
- 『恋のうた 100の想い100のことば』創元社 1995
- 『草のような文字』深夜叢書社 1998
- 『よろしゃんナ 猫版大阪辯歳時記』ビレッジプレス 2000
- 『菜の花畑の黄色の底で 三井葉子詩集』深夜叢書社 2002
- 『風土記』深夜叢書社 2003
- 『さるすべり』深夜叢書社 2005
- 『桃 三井葉子句集』洛西書院 2005
- 『花 句まじり詩集』深夜叢書社 2008
- 『楽市楽談』編著 編集工房ノア 2009
- 『人文 三井葉子詩集』編集工房ノア 2010
- 『灯色醗酵』思潮社 2011
- 『栗　三井葉子句集』洛西書院　2012
- 『秋の湯』青蛾書房　2013
- 『現代詩文庫 三井葉子詩集』思潮社 2015

## 関連書籍
- 齋藤慎爾『三井葉子の世界 <うた>と永遠』深夜叢書社 2001